# عبد الواجد
بدر الدين عبد الواجد بن محمد بن محمد الحنفي (مواليد مشهد، في إيران - وتٌوفي في 1434 بكوتاهية، في تركيا) هو عالم فلك فارسي مسلم بارز، قام بالتدريس في مدرسة دميركابي العثمانية، وهي مدرسة للرصد الفلكي والتعليم. غُيِّر اسم مدرسة دميركابي لاحقًا إلى المدرسة الوجيدية تكريمًا له. يُعتبر عبد الواجد مع قطب الدين الشيرازي، مَن جلبوا نفوذ مرصد المراغة إلى الأناضول.

## أعماله
- شرح الملخّص في الحيّة (تعليق على خلاصة وافية لعلم الفلك) ، تعليق على عمل الجغميني الشهير. إهداء للسلطان مراد الثاني.
- الشرح الفصل، تعليق على عمل نصير الدين الطوسي الفارسي في علم الفلك. ترجمه إلى التركية أحمد داي.
- معالم الأوقات والشرح، عمل يشرح استخدام الأسطرلاب مكتوب بالقافية على 552 مقطعًا. إهداء لمحمد شاه (المتوفى 1406)، وهو ولد محمد الفناري (ت 1431).[1]